# Конюс, Эдуард Константинович
Эдуа́рд Константи́нович Коню́с (1827, Саратов — 18 сентября [1 октября] 1902, Москва) — российский пианист и музыкальный педагог. Сын Константина Конюса, выехавшего в Россию из Лотарингии. Отец музыкантов Георгия, Льва и Юлия Конюсов.
В молодости концертировал, однако в большей степени был известен преподавательской деятельностью. С 1867 г. вёл класс фортепиано в Екатерининском женском институте в Москве.
В числе его сочинений — польки, этюды; известностью пользовался сборник «Проблемы ритмов в 60 прелюдах» (фр. Problèmes de rhythmes [sic] en 60 préludes; 1881), посвящённый младшему сыну Льву.